# Cladonia portentosa
Espèce
Cladonia portentosa est un lichen terrestre de l'ordre des Lecanorales.

## Liste des sous-espèces
Selon Catalogue of Life (14 avril 2016) :
- Cladonia portentosa subsp. pacifica